# Altmühlsee
Altmühl (niem. Altmühlsee) – jezioro w Niemczech o powierzchni 4,5 km². Teren jeziora w 40% jest rezerwatem przyrody.